# 男の代紋
『男の代紋』（おとこのだいもん）は、1972年6月21日に公開された東映製作によるヤクザ映画。高橋英樹の東映初主演映画で、2024年まで高橋が唯一出演した東映映画となっている。

## キャスト
- 栄井政治 : 高橋英樹
- おいね : 三ツ矢歌子
- 若松清三 : 大木実
- 大滝剛平 : 天津敏
- 鬼高伝蔵 : 遠藤辰雄
- 相馬弥之助 : 島田正吾
- 半五郎 : 島田景一郎
- おけら松 : 淡地大輔
- のんべェ安 : 南利明
- 駒井治三郎 : 内田朝雄
- 田島秀次 : 沼田曜一
- 健坊 : 長良俊二
- 岩藤市兵衛 : 水島道太郎
- 馬鹿為 : 梅津栄
- 勝又常吉 : 国一太郎
- 三宅勝男 : 藤本秀夫
- 石山新平 : 有田剛
- 島谷丑五郎 : 汐路章
- 井原兼七 : 志賀勝
- 鳴海徳松 : 木谷邦臣
- 黒岩源六 : 土橋勇
- 岩佐寅吉 : 加藤博
- 重松捨八 : 高並功
- 山地春吉 : 山田良樹
- 石原伊之助 : 那須伸太朗
- 船村勝太郎 : 小田直士
- 富士上長蔵 : 関根永二郎
- 今西義一 : 宮城幸生
- 関山彦七 : 野口貴史
- 平林友造 : 前長照夫
- 近松 : 島田秀雄
- 川見善太 : 松田利夫
- 多度吉 : 平沢彰
- 金兵衛 : 江波多寛児
- 幸助 : 浪花五郎
- お喜世 : 京町一代
- 荒武勇吉 : 待田京介

## スタッフ
- 監督 : 山下耕作
- 脚本 : 村尾昭
- 企画 : 俊藤浩滋・橋本慶一
- 音楽 : 鏑木創
- 撮影 : 鈴木重平
- 美術 : 井川徳道
- 編集 : 神田忠男
- 録音 : 荒川輝彦
- 照明 : 和多田弘
- 助監督 : 藤原敏之

## 製作
高橋英樹は経営が傾きかけた日活から、東映の岡田茂社長が、渡哲也と共に東映に引き抜こうとした人で、これには応じなかったとされ、東映での映画は本作一本のみだが、東映製作の時代劇ドラマには多数出演している。

## 興行
1972年5月15日に東映本社であった1972年5月ー7月までの番組発表では、本作が公開された1972年6月21日の枠は高倉健主演の『関東地獄一家』（仮題、佐伯清監督）と梶芽衣子主演『女囚701号・さそり』（伊藤俊也監督）と発表され、本作は『木枯し紋次郎』との二本立てで1972年6月9日ー6月20日公開と発表されていた。前年、東宝は東映のヤクザ映画を真似た仲代達矢主演、五社英雄監督の『出所祝い』で、東映に殴り込みをかけたが、高倉健主演、佐伯清監督の『昭和残侠伝 吼えろ唐獅子』をぶつけられ完敗していたことから、二年連続で東映に負けるわけにはいかないとテレビで人気の高い原田芳雄・中村敦夫W主演、池広一夫監督で『無宿人御子神の丈吉 牙は引き裂いた』と石原プロモーションが全力投球する石原裕次郎主演、舛田利雄監督の『影狩り』の強力二本立てで本作の封切にぶつけていた。
ところが『関東地獄一家』は製作されず、『女囚701号・さそり』は製作が遅れ、この間は『遊侠列伝』（再映）と『ポルノの帝王 失神トルコ風呂』が急遽組み込まれ、本作は1972年6月21日に公開が延期された。東宝とのヤクザ映画対決はならなかった。東映の番組変更は東映動画（東映アニメーション）などを含む激しい春闘が原因であった。

## ソフト状況
ビデオは発売されていたが廃盤。DVDは発売されていない。

## 同時上映
- 『木枯し紋次郎』
  - 菅原文太主演／中島貞夫・山田隆之脚本／中島貞夫監督